# Тири, Франсуа Огюстен
Франсуа Огюстен, 3-й барон Тири, - французский офицер, дивизионный генерал (1854) и политик. Участник Крымской войны. Сенатор Франции.

## Биография
Сын барона Франсуа Мансуи Тири и внук Клода Ренье, герцога Масса. Поступил в Политехнический институт в 1810 году, получил диплом офицера 1-го артиллерийского полка, в 1813 году был произведен в капитаны. Служил правительству Реставрации и поддержал Июльскую монархию. После 1830 года король Луи-Филипп выбрал его своим ординарцем.

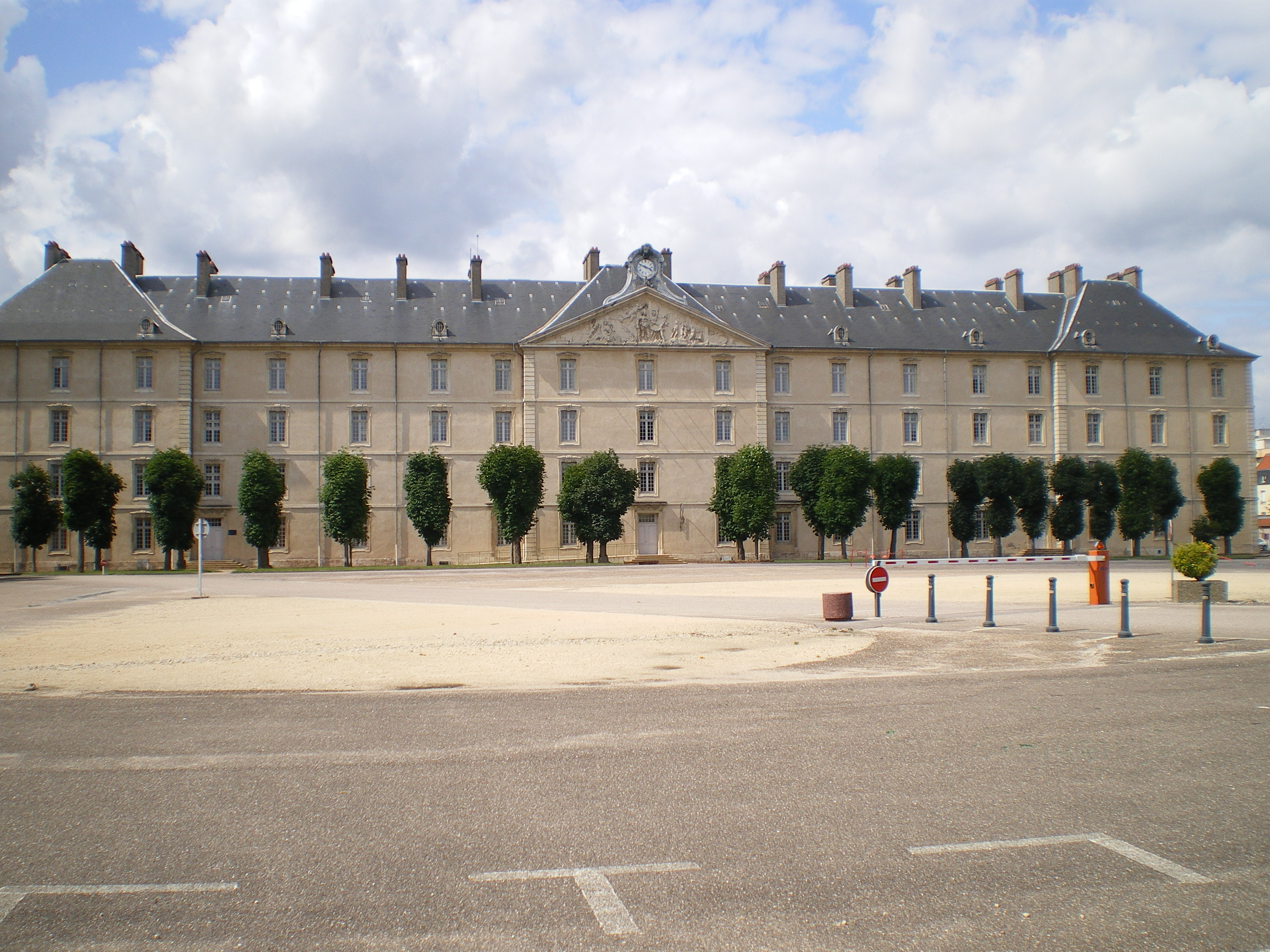
Казармы Тири в Нанси.

Назначен командиром эскадрона в 1834 году, подполковником в1-й артиллерийский полк в 1840 году. В 1845 году полковник, 2 декабря 1850 года был произведен в бригадные генералы. В этом качестве он командовал артиллерией в Тулузе.
Участник Крымской войны. Перед Альминским сражением 7(19) сентября командующий Сент-Арно послал генералов Ф. Канробера, Ф. Тири и М. Бизо на фрегате "Примогэ" на окончательную разведку к устьям Альмы и Качи. Произведен  29 октября 1854 года в дивизионные генералы, был поставлен во время осады Севастополя во главе артиллерии Восточной армии .
Генерал Тири был призван императорским указом от 16 августа 1859 года в Сенат, где он заседал до падения Второй империи.

## Память
Его именем были названы армейские казармы Св. Екатерины (1765-1769) в Нанси.